# I’m Lovin’ It
„I’m Lovin’ It” – singel Justina Timberlake’a, wyprodukowany przez formację The Neptunes oraz wydany pod koniec 2003 roku. Utwór posłużył za temat muzyczny podczas kampanii reklamowej korporacji McDonald’s o tym samym tytule.